# Illégal
Illégal é um filme de drama franco-luxemburgo-belga de 2010 dirigido e escrito por Olivier Masset-Depasse. 
Foi selecionado como representante da Bélgica à edição do Oscar 2011, organizada pela Academia de Artes e Ciências Cinematográficas.

## Elenco
- Anne Coesens - Tania
- Alexandre Golntcharov - Ivan
- Christelle Cornil - Lieve
- Frédéric Frenay - Policial 1
- Esse Lawson - Aissa
- Olivier Schneider - Policial 2